# Leontodon asperrimus
Leontodon asperrimus — вид рослин із родини айстрових (Asteraceae).

## Біоморфологічна характеристика

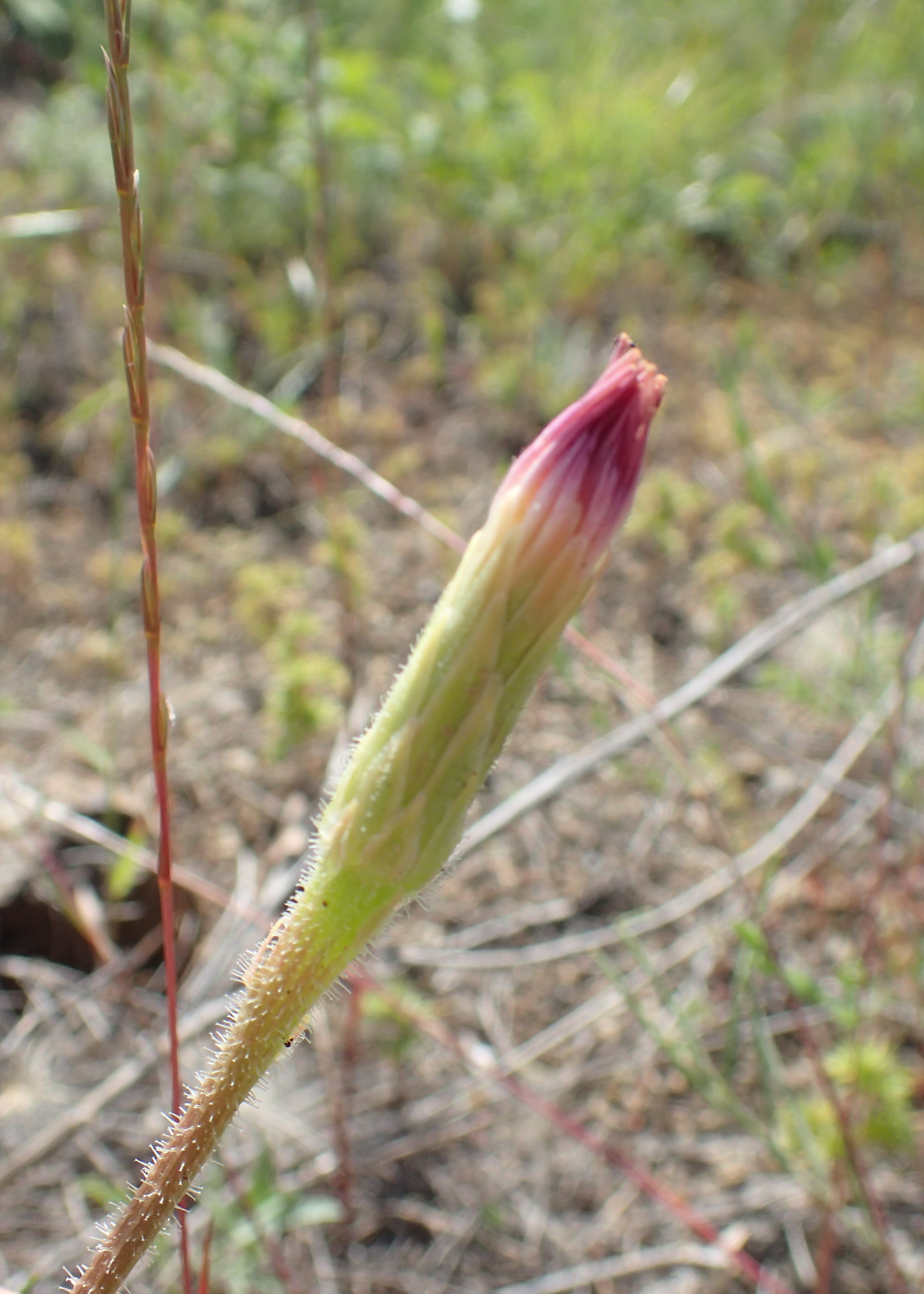

Кореневищна багаторічна рослина з 1–5 стеблами 15–45 см заввишки з невеликою кількістю малих лінійних чи шилоподібних цілокраїх гострих листків і з одним квітковим кошиком на верхівці. Вся рослина густо вкрита довгими, жорсткими блідо-зеленими волосками, що стирчать, нагорі зірчастими. При основі стебла є розетка густо розташованих довгасто-ланцетних цілокраїх чи розставлено виїмчасто-зубчастих листків 5–20 × 0.5–2 см. Кошик великий, 2–2.5(3) см завдовжки, 1.5 (в середині), 2 (вгорі) см завширшки. Сім'янки довгі, 15–20 мм завдовжки, веретеноподібні, борозенчасті; чубчик брудно-білий.

## Середовище проживання
Зростає у Європі й Азії (Туреччина (Анатолія), Іран, пн.-сх. Ірак, Ліван, Сирія, Туркменістан, Україна (Крим), Північний Кавказ, Грузія, Вірменія, Азербайджан).